# Hexarrhopala apicalis
Hexarrhopala apicalis är en skalbaggsart som beskrevs av Charles Joseph Gahan 1890. Hexarrhopala apicalis ingår i släktet Hexarrhopala och familjen långhorningar.
Artens utbredningsområde är:
- Malawi.
- Moçambique.

Inga underarter finns listade i Catalogue of Life.